# 黄泥洞乡
黄泥洞乡，是中华人民共和国湖南省永州市东安县下辖的一个乡镇级行政单位，2013年3月，湖南省人民政府批准以鹿马桥镇的两个建制村与黄泥洞林场辖区，设立黄泥洞乡，乡政府驻地在石鼓。在国家统计局网站上，至2017年，仍被称为黄泥洞林场。

## 行政区划
2013年建立时，黄泥洞乡下辖原属鹿马桥镇的金江、石彭2个建制村与黄泥洞林场管辖的龙井、青山坳、南镇、天堂4个国有工区及代管的6个建制村。
2015年11月11日，黄泥洞乡与鹿马桥镇成建制合并设立鹿马桥镇。